# ملاسيزية
 المَلاَسيزِيَّة (المعروف سابقًا باسم الوُبَيغاء) هي جِنْسٌ مِنَ الفُطْرِيَّات. الملاسيزية موجودة بشكل طبيعي على أسطح جلد العديد من الحيوانات وأيضًا البشر. في العدوى الانتهازية، يمكن أن تسبب بعض الأنواع نقص التصبغ أو فرط تصبغ الجذع وأماكن أخرى في جسد الإنسان. وتتوافر اختبارات الحساسية لهذا الفطر.

## التسمية

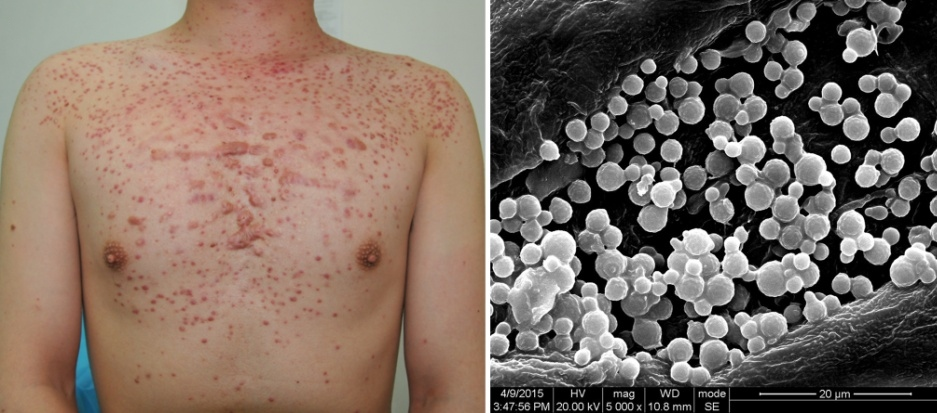
ذكر يبلغ من العمر 25 عام مُصاب بالتهاب جريبات الوبيغاء، وصورة مِجهرية لجلده تُظهر جراثيم الملاسيزية.

بسبب التغييرات في التسميات، هناك بعض الارتباك حول تسمية وتصنيف أنواع فطر الملاسيزية. وكان العمل على هذه الخمائر معقدًا لأنها تتطلب وسائط معينة للنمو وتنمو ببطء شديد في مزارع المختبر.
عُرِفت الملاسيزية أولًا من قِبَل العالم الفرنسي لويس تشارلز ملاسيز في أواخر القرن التاسع عشر. وتعرَّف ريمون سابورو على الكائن الحي المسبب في عام 1904 وأطلق عليه "وبيغاء ملاسيز"، تكريمًا للعالم ملاسيز.
في منتصف القرن العشرين، تم تصنيفها إلى نوعين:
- الوبيغاء (الملاسيزية) البيضوية التي تعتمد على الدهون وتوجد فقط في البشر. قُسِّمت في وقتٍ لاحق إلى نوعين، والاسم المفضل لها حاليًا هو المَلاَسيزِيَّةُ النُّخالِيَّة.
- الوبيغاء (الملاسيزية) الثخنية الجلدية، وهي محبة للدهون ولكن ليست معتمدة عليها، وتوجد على جلد معظم الحيوانات.

في منتصف التسعينات، اكتشف العلماء في معهد باستور في باريس، أنواعًا إضافية.
وهناك حاليًا ما لا يقل عن 14 نوع معترف به، منها:
- ملاسيزية جلدية[4]
- ملاسيزية ذيلية
- ملاسيزية نخالية
- ملاسيزية كروية[5]
- ملاسيزية يابانية[6]

## دورها في الأمراض التي تصيب الإنسان
ساعد تحديد الملاسيزية على الجلد على تطبيق التقنيات الجزيئية أو التقنيات القائمة على الحمض النووي. تُبيِّن هذه الفحوصات أن أنواع  الملاسيزية تسبب معظم الأمراض الجلدية في البشر، بما في ذلك الأكثر شيوعًا قشرة الرأس والتهاب الجلد الدهني. ويكون الطفح الجلدي من النخالية المبرقشة أيضًا بسبب الإصابة بهذه الفطريات.
ولأن الفطريات تتطلب الدهون لتنمو، تكون أكثر شيوعًا في مناطق الغدد الدهنية على فروة الرأس، والوجه والجزء العلوي من الجسم. عندما تنمو الفطريات بسرعة كبيرة، يختل التجديد الطبيعي للخلايا وتظهر قشرة الرأس مع الحكة (قد تحدث أعراض مماثلة أيضًا مع غيرها من الفطريات أو البكتيريا).
قام مشروع في عام 2007 بتسلسل الجينوم من القشرة المسببة للملاسيزية الكروية ووُجد أن لها 4,285 جين. تستخدم الملاسيزية الكروية ثمانية أنواع مختلفة من الليباز، جنبًا إلى جنب مع ثلاثة فوسفوليباز، لتكسير الزيوت على فروة الرأس. وسيكون أي من هذه البروتينات الإحدى العشر هدفًا مناسبًا لأدوية قشرة الرأس.
كان من المتوقع أن تكون لدى الملاسيزية الكروية القدرة على التكاثر جنسيًا،  ولكن لم يُلاحَظ هذا.

## الأعداد
يمكن أن يصل عدد عينات الملاسيزية الكروية على رأس الإنسان إلى عشرة ملايين.

## علاج أعراض التهابات فروة الرأس
غالبًا ما تُعالَج أعراض التهابات فروة الرأس بثاني كبريتيد السيلينيوم أو أنواع الشامبو التي تحتوي على الكيتوكونازول.
هناك عدة مضادات فطريات طبيعية لعلاج التهاب الجلد الدهني مثل الثوم والبصل وزيت شجرة الشاي، والعسل، وحمض السيناميك.
تُستخدَم أحيانًا مخففة بالماء، ويُباع بتركيزات منخفضة بيروكسيد الهيدروجين (حوالي 3%) دون وصفة طبية في الصيدليات، أيضًا يُستخدم لعلاج قشرة الرأس -مثل أعراض الحكة. ومع ذلك، يمكن أن يسبب العلاج ببيروكسيد الهيدروجين تندب إذا لم يُغسَل المحلول بعد فترة قصيرة (5 دقائق أو أقل كافية). كما يكون بيروكسيد الهيدروجين المخفف 50-50 بماء الصنبور في حمام القدم فعالًا أيضًا في الإزالة الفورية لفطر الملاسيزية في القدمين.

## وصلات خارجية
- M Shams Ghahfarokhi؛ M. Razzaghi Abyaneh (مارس 2004). "Rapid Identification of Malassezia furfur from other Malassezia Species: A Major Causative Agent of Pityriasis Versicolor" (PDF). IJMS. ج. 29 ع. 1. مؤرشف من الأصل (PDF) في 2012-04-25.
- Noble SL، Forbes RC، Stamm PL (يوليو 1998). "Diagnosis and management of common tinea infections". Am Fam Physician. ج. 58 ع. 1: 163–74, 177–8. PMID:9672436.